# 叶形棘隙吸虫
叶形棘隙吸虫（学名：Echinochasmus perfoliatus）为棘口科棘隙属的动物。分布于日本、朝鲜、印度支那各国、俄罗斯、罗马尼亚、匈牙利、意大利以及中国大陆的福建、浙江、江苏、河北、四川等地，营寄生生活，终末宿主家狗、家猫、人、猪、狐以及寄生于肠。